# 中国科学院兰州分院
中国科学院兰州分院是中国科学院的派出机构，负责联络和协调中国科学院在甘肃省和青海省的科研单位。

## 历史沿革
1953年中国科学院西北分院筹备委员会成立。1958年改名为中国科学院兰州分院。
1962年9月与中国科学院陕西分院合并成为中国科学院西北分院。
1978年恢复兰州分院。